# ОФГ Шумен
ОФГ Шумен е дивизия, в която играят отбори от област Шумен. Състои се от две фази. Първата фаза е разделена на северна, централна и южна подгрупа. Първите 2 от всяка подгрупа участват във втората фаза. 

## Първа фаза

### Северна подгрупа
През сезон 2022/23 в групата играят 12 отбора. Новите отбори в групата са Динамо 2015 (Вълнари) и Заря 2022 (Тодор Икономово).

#### Отбори 2022/23
- Борци (Борци)
- Вихър 1969 (Боян)
- Динамо 2015 (Вълнари)
- Дъбрава (Осеновец)
- Заря 2022 (Тодор Икономово)
- Зенит (Черноглавци)
- Космос (Браничево)
- Лудогорец 2017 (Каолиново)
- Мълния (Климент)
- Победа 2016 (Пристое)
- Устрем 2020 (Пет могили)
- Ясен 2007 (Ясенково)

### Централна подгрупа
През сезон 2022/23 в групата играят 10 отбора. Новияте отбор в групата е Шумен 2007 (Шумен).

#### Отбори 2022/23
- Балкан 1965 (Градище)
- Върбица (Върбица)
- Герой (Зайчино ореше)
- Ендже (Царев брод)
- Енев (Дибич)
- Локомотив 2008 (Каспичан)
- Смядово (Смядово)
- Устрем (Трем)
- Чавдар 1926 (кв.Дивдядово, Шумен)
- Шумен 2007 (Шумен)

### Южна подгрупа
Сезон 2022/23 групата започва с 10 отбора. Новите отбори в групата са Близнаци 2022 (Близнаци), Златен век 2020 (Велики Преслав), Спортист (Троица), Тошев (Правенци) и Червена звезда 2022 (Дренци).

#### Отбори 2022/23
- Балкан (Средня)
- Близнаци 2022 (Близнаци)
- Ботев (Каменяк)
- Велики Преслав (Велики Преслав)
- Заря 1962 (Звегор)
- Златен век 2020 (Велики Преслав)
- Спортист (Троица)
- Тошев (Правенци)
- Хитрино (Хитрино)
- Червена звезда 2022 (Дренци)

## Втора фаза
Първите два отбора от всяка подгрупа от първа фаза участват във втора фаза.